# فرنسيسكو ماتوس
فرنسيسكو ماتوس (بالإنجليزية: Francisco Matos)‏ هو لاعب كرة قاعدة دومينيكاوي، ولد في 23 يوليو 1969 في سانتو دومينغو في جمهورية الدومينيكان.

## وصلات خارجية
- فرنسيسكو ماتوس على موقعبيزبول رفرنس.كوم (الدوري الرئيسي) (الإنجليزية)
- فرنسيسكو ماتوس على موقعبيزبول رفرنس.كوم (الدوري الثانوي) (الإنجليزية)